# Jim Leach
James Albert Smith "Jim" Leach, född 15 oktober 1942 i Davenport, Iowa, död 11 december 2024 i Iowa City, Iowa, var en amerikansk politiker (republikan). Han var ledamot av USA:s representanthus 1977–2007.
I kongressvalet 1976 besegrade Leach sittande kongressledamoten Edward Mezvinsky. I mellanårsvalet i USA 2006 besegrades Leach av demokraten Dave Loebsack.